# Европейски патент
Правният режим на европейския патент се съдържа в Европейската патентна конвенция (ЕПК).
Основната цел на ЕПК е посочена в преамбюла: „закрила да може да се получава в тези страни (страните по конвенцията, бел. ред.) чрез една-единствена процедура по издаване на патенти и чрез установяване на определени стандартни правила за така издадените патенти“.

## Действие на патента
Действието на патентната закрила има 3 насоки – действие във времето, по място и спрямо лицата. Срок – 20 години от датата на подаване на заявката.
Характерното за действието на европейския патент е, че той може да предоставя закрила на територията на няколко договарящи страни – чл. 3.
Според чл. 2, ал. 2 ЕПК действието на европейския патент във всяка отделна държава е приравнено на действието на национален патент – т.е. последиците от издадения патент са подчинени на същия правен режим, който се предвижда за патент, издаден от местно патентно ведомство – това е режимът, съдържащ се в местното законодателство. Патентопритежателят ще получи същите права. Това е принципът. Изключения от този принцип могат да се съдържат само в норми на конвенцията. „Във всяка от договарящите страни, за които е издаден, европейският патент има същото действие и е обект на същите условия, както издаден от тази договаряща страна национален патент, освен ако в тази Конвенция е предвидено друго.“
Обхватът на закрилата с европейски патент или европейска патентна заявка се определя от претенциите. Описанието и чертежите се използват за тълкуване на претенциите.
На територията на България действието се поражда, ако страната е посочена в европейската заявка. Необходимо е в 3-месечен срок от публикацията в Европейския патентен бюлетин на решението за издаване на патент патентопритежателят да представи превод на български език на описанието и претенциите. Българското патентно ведомство публикува превода в официалния бюлетин. Ако не бъдат спазени тези изисквания, европейският патент няма действие на територията на България – чл. 72в ЗПат.

## Процедура за издаване на eвропейски патент

### Право на заявяване и право на патент
Право на заявяване (право да постави началото на процедурата) има всяко физическо или юридическо лице. Право на патент (право да получи закрила) има изобретателят или неговите правоприемници - както частни, така и универсални. ЕПК установява оборима презумпция, че заявителят притежава право на патент – целта е да не се създава твърде продължителна процедура, при която всеки път да трябва да се проверява дали заявителят е истинският изобретател или негов правоприемник. Ако презумпцията бъде оборена по съответния законов ред, правата на установения истински изобретател са предвидени в чл. 61 ЕПК.

### Подаване на европейска заявка
Заявка може да се подаде направо в Европейското патентно ведомство в Мюнхен или неговия клон в Хага или в националното патентно ведомство на всяка от договарящите страни, ако законодателството ѝ позволява това – в България Глава шеста „а“ от Закона за патентите. Трябва да се имат предвид обаче и ограниченията при секретните патенти.
Ако заявката е подадена чрез национално патентно ведомство, то трябва да я препрати на Европейското, с изключение на заявки, чийто предмет е засекретен.
Европейската патентна заявка трябва да съдържа:

(a) искане за издаване на европейски патент;

(б) описание на изобретението;

(в) една или повече претенции;

(г) чертежите, споменати в описанието и претенциите;

(д) реферат.
В искането трябва да се посочат всички договарящи страни, в които заявителят ще иска да получи закрила за изобретението си. За дата на подаване на заявката се счита датата, на която са постъпили указание, че се иска издаване на патент, посочване на поне една от договарящите страни, описание и поне една претенция, данни за заявителя. Това е от значение за момента, от който ще започне да тече срокът на закрилата, а също така и за ползването евентуално на приоритет при последващи заявки.
При подаване на заявката първо се проверява дали тя отговаря на изискванията за установяване на датата на подаване, дали таксите са платени, наличието на превод. Заявката подлежи на публикуване.

### Формална експертиза
Следва фаза на формална експертиза, в която се проверява дали заявката външно отговяра на нормативните изисквания. Ако бъдат открити недостатъци, се дава срок на заявителя за отстраняването им. Ако не бъдат отстранени – заявката се отказва и производството се прекратява.

### Проучване
След това отделът по проучването в Европейското патентно ведоство извършва проучване на състоянието на техниката въз основа на претенциите и вземайки предвид описанието и чертежите. Докладът от проучването се изпраща на заявителя, за да прецени дали все още желае да получи закрила на изобретението си.

### Експертиза по същество
Заявителят може да направи искане за извършване на експертиза за патентноспособност от Европейското патентно ведомство. Ако в резултат от експертизата се установи, че изобретението не отговаря на изискванията за закрила или заявката е нередовна – дава се възможност на заявителя за становище. Окончателното решение е за отказ за издаване на патент или решение за издаване на патент. Решението влиза в сила от публикуването му в Европейския патентен бюлетин.

## Трансформация на европейската заявка в национална
По молба на завявителя европейска заявка, в която е посочена България, може да се трансформира в национална и така закрила да бъде получена само на територията на България по процедурата на ЗПат. Условие за това е европейската заявката да бъде счетена за оттеглена.

## Съотношение между ЕПК и Договора за патентно коопериране (ДПК)
Международни заявки, подадени съгласно Договора за патентно коопериране, могат да бъдат предмет на производство пред Европейското патентно ведомство. В такова производство се прилагат разпоредбите на ДПК, допълнени от разпоредбите на ЕПК.
Международна заявка, по отношение на която Европейското патентно ведомство е посочено или избрано ведомство, се счита за европейска патентна заявка.
Европейското патентно ведомство може да бъде и получаващо ведомство по смисъла на ДПК – т.е. пред него направо да се подават международни заявки.
Европейското патентно ведомство действа и като международен проучвателен орган, а също и като орган за предварителна експертиза за заявители с жителство или гражданство в договаряща страна по ЕПК.